# Vukovije
Vukovije (1971-ig Vukovje Batinjsko) falu Horvátországban Belovár-Bilogora megyében. Közigazgatásilag Đulovachoz tartozik.

## Fekvése
Belovártól légvonalban 46, közúton 54 km-re délkeletre, Daruvár központjától légvonalban 5, közúton 6 km-re északkeletre, Nyugat-Szlavóniában, a Papuk-hegység nyugati lejtőin, a Toplica-patak völgye felett, a Drenovac-patak forrásvidékén fekszik. 

## Története
Vukovije területén már a középkorban település állt, ezt bizonyítják a Drenovac és Kućišta nevű határrészeken előkerült leletek. A térség középkori települései nagyrészt 1542-ben a török hódítás során pusztultak el.
A település a 19. században keletkezett Batinjani keleti határrészén. A második katonai felmérés térképén „Vukovie” néven találjuk.
A Magyar Királyságon belül Horvát–Szlavónország részeként, Pozsega vármegye Daruvári járásának része volt. 1880-ban 135, 1910-ben 139 lakosa volt. 1910-ben a népszámlálás adatai szerint lakosságának 71%-a horvát, 12%-a cseh, 9%-a szerb anyanyelvű volt. Az I. világháború után 1918-ban az új szerb-horvát-szlovén állam, majd később (1929-ben) Jugoszlávia része lett. 1941 és 1945 között a németbarát Független Horvát Államhoz, háború után a település a szocialista Jugoszláviához tartozott. A település 1991-től a független Horvátország része. Ebben az évben lett Đulovac község része is, azelőtt Daruvárhoz tartozott. 1991-ben lakosságának 69%-a horvát,  24%-a szerb nemzetiségű volt. 
A délszláv háború idején az 1991 végére Daruvárról kivert szerb erők a Papuk-hegység irányába húzódtak vissza, ahonnan többször is betörtek a közeli falvakba, így Vukovjéra is. 1994. május 11-én a szerb felkelők felgyújtották a települést. Az ott talált polgári személyeket a  szomszédos Batinjska Rijekára hurcolták, ahol válogatott kínzások után kivégezték őket. A mészárlást csupán hárman élték túl. A szerb fegyveresektől csak 1995 májusára, a Bljesak-hadművelettel egyidőben végrehajtott katonai akcióval sikerült megtisztítani a környéket. 2011-ben a településnek 97 lakosa volt.

## Lakossága
| Lakosság változása | Lakosság változása | Lakosság változása | Lakosság változása | Lakosság változása | Lakosság változása | Lakosság változása | Lakosság változása | Lakosság változása | Lakosság változása | Lakosság változása | Lakosság változása | Lakosság változása | Lakosság változása | Lakosság változása | Lakosság változása |
| ------------------ | ------------------ | ------------------ | ------------------ | ------------------ | ------------------ | ------------------ | ------------------ | ------------------ | ------------------ | ------------------ | ------------------ | ------------------ | ------------------ | ------------------ | ------------------ |
| 1857               | 1869               | 1880               | 1890               | 1900               | 1910               | 1921               | 1931               | 1948               | 1953               | 1961               | 1971               | 1981               | 1991               | 2001               | 2011               |
| 0                  | 0                  | 135                | 97                 | 131                | 139                | 126                | 118                | 121                | 132                | 149                | 124                | 90                 | 103                | 103                | 97                 |

(1869-ig lakosságát Batinjanihoz számították, 1880-tól önálló település.)

## Nevezetességei
Drenovac és Kućište régészeti lelőhelyek, középkori települések maradványai.